# L'home d'acer
L'home d'acer (Man of Steel) és una pel·lícula estatunidenca del 2013 dirigida per Zack Snyder. És una adaptació cinematogràfica de la història del superheroi Superman. La pel·lícula tracta de recrear la franquícia de Superman després de la darrera pel·lícula basada en aquest personatge, Superman: El retorn. Ha estat doblada i subtitulada al català.

## Argument
Krypton s'enfronta a la imminent destrucció a causa del seu nucli inestable i el seu consell de govern es troba sota l'amenaça del rebel General Zod (Michael Shannon) i els seus seguidors. El científic Jor-El (Russell Crowe) i la seva dona, Lara Lor-Van (Ayelet Zurer), llancen el seu fill, Kal-El, en una nau espacial cap a la Terra, introduint en les seves cèl·lules un codi genètic per a preservar la raça de kriptoniana. Després que en Zod assassinés en Jor-El en intentar recuperar el codi, ell i els seus seguidors són capturats pels soldats de Krypton i desterrats a la Zona Fantasma. Poc després, Krypton queda destruït.
El petit Kal-El és criat a Smallville (Kansas) com el fill adoptiu d'en Jonathan (Kevin Costner) i de la Martha Kent (Diane Lane), qui l'anomenen Clark (Henry Cavill). La fisiologia kryptoniana d'en Clark li dona habilitats sobrehumanes a la Terra, al principi això li crea una confusió, però de mica en mica aprèn a aprofitar els seus poders per a ajudar la resta. En Jonathan li revela a un Clark encara adolescent que és un extraterrestre, i li aconsella que no faci servir els seus poders en públic per temor que la societat el rebutgi. Després de la mort d'en Jonathan, en Clark, ja adult, duu una vida nòmada durant uns anys, treballant a diverses parts del país sota noms falsos. Eventualment, s'infiltra en un descobriment científic d'una nau exploradora kryptoniana a l'Àrtic. En Clark entra en la nau extraterrestre, on pot comunicar-se amb la consciència conservada d'en Jor-El en forma d'holograma, qui li dona un vestit especial kryptonià. La Lois Lane (Amy Adams), una periodista del Daily Planet, qui fou enviada a escriure una història sobre la troballa, s'esmuny dins la nau mentre seguia en Clark i ell la rescata quan les defenses automatitzades de la nau la fereixen. L'editor de la Lois, en Perry White (Laurence Fishburne), rebutja la història del seu rescatador «sobrehumà» i ella segueix les pistes fins a trobar la casa d'en Clark a Kansas, amb la intenció d'escriure un reportatge. Després d'escoltar la seva història, finalment desisteix i decideix no revelar la seva identitat.
Després d'haver estat alliberats de la Zona Fantasma quan Krypton esclatà, en Zod i els seus homes busquen altres mons colonials només per a trobar els habitants de Krypton ja morts. Amb el temps, ells segueixen un senyal d'auxili kryptonià que fou enviat des de la nau descoberta a la Terra. En Zod demana que els humans li entreguin en Kal-El, qui creu que té el codi genètic de Kyrpton, i si no és així, la humanitat seria anihilada. En Clark accedeix voluntàriament a entregar-se a l'exèrcit dels Estats Units perquè l'enviïn, juntament amb la Lois, a la comandant d'en Zod, la Faora (Antje Traue). En Zod revela que té la intenció d'utilitzar una màquina planetària per a transformar la Terra en un nou Krypton, erradicar la població humana durant el procés i utilitzar el codi per a repoblar el planeta amb kryptonians modificats genèticament. Després que en Clark i la Lois escapessin de la nau d'en Zod amb l'ajut de la consciència conservada d'en Jor-El, són seguits a la Terra, on té lloc un enfrontament en què en Clark derrota la Faora i aconsegueix que els invasors tornin a la seva nau a l'espai, amb aquesta acció convenç els militars que ell està del seu bàndol i no pas del dels kryptonians. En Zod s'assabenta que el codi es troba en les cèl·lules d'en Clark i, per tant, desplega la màquina planetària per a començar la terraformació de la Terra partint des de Metròpolis i des de l'Oceà Índic.
En Clark, ara ja amb el nom de Superman, deté la màquina a l'Oceà Índic. Mentrestant, els militars utilitzen la nau que va portar en Clark a la Terra en un atac aeri contra la nau d'en Zod a Metròpolis. En Clark i en Zod lluiten a través de Metròpolis i quan en Zod intenta assassinar civils en venjança per la seva derrota, en Superman es veu obligat a matar-lo.
Finalment, en Clark aconsegueix una feina com a reporter al Daily Planet per tal de poder tenir accés a les notícies sobre el món.

## Repartiment
- Henry Cavill com a Clark Kent/Kal-El
- Michael Shannon com el General Zod
- Amy Adams com a Lois Lane
- Kevin Costner com a Jonathan Kent
- Diane Lane com a Martha Kent
- Russell Crowe com a Jor-El
- Ayelet Zurer com a Lara Lor-Van
- Antje Traue com a Faora
- Laurence Fishburne com a Perry White
- Richard Schiff com el Dr. Emil Hamilton
- Christopher Meloni com el Coronel Nathan Hardy
- Harry Lennix com el Tinent General Swanwick
- Mackenzie Gray com a Jax-Ur
- Michael Kelly com a Steve Lombard

## Recepció

### Crítica
La pàgina web Rotten Tomatoes atorga a la pel·lícula una nota de 6,3 sobre 10 i una aprovació del 56% basant-se en les 264 crítiques que recull d'altres mitjans. D'altres usuaris li atorguen una puntuació semblant al web FilmAffinity, tot i que no aconsegueix superar en qualificació el Superman clàssic de Richard Donner. D'una altra banda, el Metacritic li dona 55 punts sobre 100 basant-se en 47 crítiques d'altres mitjans especialitzats.
El lloc web IGN li atorga una qualificació de 9/10 i la critica positivament per l'estil ciència-ficció i l'acció, i al lloc web imdb manté una qualificació de 7,8/10.